# Corycaeus limbatus
Corycaeus limbatus är en kräftdjursart som beskrevs av Brady 1883. Corycaeus limbatus ingår i släktet Corycaeus och familjen Corycaeidae. Inga underarter finns listade i Catalogue of Life.